# マーク・チャオ
マーク・チャオ（趙又廷、Mark Chao、1984年9月25日 -  ）は台湾の俳優。

## 経歴
歌手や俳優として活動する趙樹海の次男として台湾に生まれる。幼少時はカナダで過ごし、大学もカナダのビクトリア大学を2007年に卒業。
2009年台湾の刑事ドラマ『ブラック&ホワイト』で主人公の一人の熱血刑事役を演じ俳優デビュー、同作は大ヒットし後に映画版『ハーバー・クライシス』シリーズも制作された。デビュー後数年で台湾だけでなく中国大陸や香港にも活動の幅を広げており、同国の映画やテレビドラマ作品にも多数出演している。デビュー作の『ブラック&ホワイト』の他何作かで父である趙樹海と共演している。
映画『捜索』で共演した中国の女優カオ・ユアンユアンと2014年に結婚し、2019年には女児が生まれた。

## 出演作品
太字は主演。

### 映画
- モンガに散る（原題：艋舺、2010年、台湾） - モスキート 役
- メモリー First Time（原題：第一次、2012年、香港） - 宮寧（コン・ニン） 役
- LOVE（原題：愛、2012年、中国・台湾合作、第7回大阪アジアン映画祭で『LOVE』の邦題で、2012東京／長崎・中国映画週間で『愛』の邦題で上映） - 馬克 役
- 捜索（2012年、中国） - 杨守诚 役
- ハーバー・クライシス〈湾岸危機〉Black & White Episode 1（原題：痞子英雄首部曲：全面開戰、2012年、台湾） - ウー・インション 役
- So Young〜過ぎ去りし青春に捧ぐ〜（原題：致我们终将逝去的青春、2013年、中国） - チェン・シアオチョン 役
- ライズ・オブ・シードラゴン 謎の鉄の爪（原題：狄仁杰之神都龙王、2013年、中国・香港合作） - ディー・レンチェ（狄仁傑） 役
- ハーバー・クライシス 都市壊滅（原題：痞子英雄2：黎明再起、2014年、台湾） - ウー・インション 役
- ドラゴン・クロニクル 妖魔塔の伝説（原題：九层妖塔、2015年、中国・香港合作） - フー・バーイー 役
- ウォリアー・ゲート 時空を超えた騎士（原題：The Warriors Gate、2016年、フランス・中国合作） - ジャオ 役
- 王朝の陰謀 闇の四天王と黄金のドラゴン（原題：狄仁傑之四大天王、2018年、中国・香港合作） - ディー・レンチェ（狄仁傑） 役
- 南極の恋（原題：南极之恋、2018年、中国）2018東京・中国映画週間で上映。 - ウー・フーチュン（呉富春） 役
- サタデー・フィクション（原題：蘭心大劇院、2019年製作・2021年公開、中国） - タン・ナー（譚吶） 役
- 陰陽師:とこしえの夢（原題：晴雅集、2020年、中国）安倍晴明 役

### テレビドラマ
- ブラック&ホワイト（原題：痞子英雄、2009年、台湾） - ウー・インション 役
- 永遠の桃花〜三生三世〜（原題：三生三世界十里桃花、2017年、中国） - 墨淵・夜華・照歌　役（一人三役）
- 深夜食堂（中国版）（原題：深夜食堂、2017年、中国） - 馬克 役
- 平凡的荣耀（2020年、中国） - 吳恪之 役
- 理想之城（2021年、中国） - 夏明 役
- 問心（原題：问心、2023年、中国） - ジョウ・シャオフォン 役